# Fort de Six-Fours
Le fort de Six-Fours  est un ouvrage militaire français situé au sud-ouest de la commune de Six-Fours-les-Plages (Var). 

## Histoire du fort
Le fort de Six-Fours a été construit à la fin du XIXe siècle. Après la guerre franco-prussienne de 1870, la Marine décida d'acquérir le vieux village fortifié de Six-Fours. Elle expropria les derniers habitants, rasa les maisons, l’église Sainte-Marie de Cortine ainsi que le château. La construction du fort débuta en 1875. En 1943-44, le fort fut armé de quatre canons de 88 mm tenu par le 355 Flak-Abteilung de la Wehrmacht.
Le fort capitula le 26 août, le peloton de spahis fit 490 prisonniers.
. Aujourd'hui, le fort est utilisé par le service de transmissions de la Marine nationale.

## Description
Situé à 200 m d'altitude, le fort pouvait abriter environ mille hommes et compte trente-deux pièces. C'est un grand pentagone irrégulier combinant des défenses terrestres  placées face au débouché des gorges d'Ollioules et des défenses côtières pour parer à un débarquement au Brusc ou à Bandol. Il se distingue par sa caserne à neuf travées frontales et deux travées latérales plus étroites réparties sur quatre niveaux. Ce dispositif est le plus monumental de tout le système Séré de Rivières. Cette caserne est adossée au rocher et sa toiture arrive au niveau de la plate-forme supérieure du massif. Ce dernier supportait quelques maisons sur son sommet avant qu'il ne soit étêté pour la construction du fort.

### Aspect extérieur
Les façades des travées sont soigneusement entretenues et combinent les briques de terre cuite avec des moellons calcaires. La caserne est précédée d'une cour, l'escarpe du front est garnie de créneaux de pied qui sont placés très haut et se confondent avec les mâchicoulis. La caponnière du saillant montre un créneau d'angle rentrant et l'entrée au passage à voûte à arc segmentaire est surmontée d'un cartouche avec le nom du fort. Ce dernier est coiffé d'un balconnet plus décoratif qu'efficace.

Panorama au fort de Six-Fours (vers l'ouest).

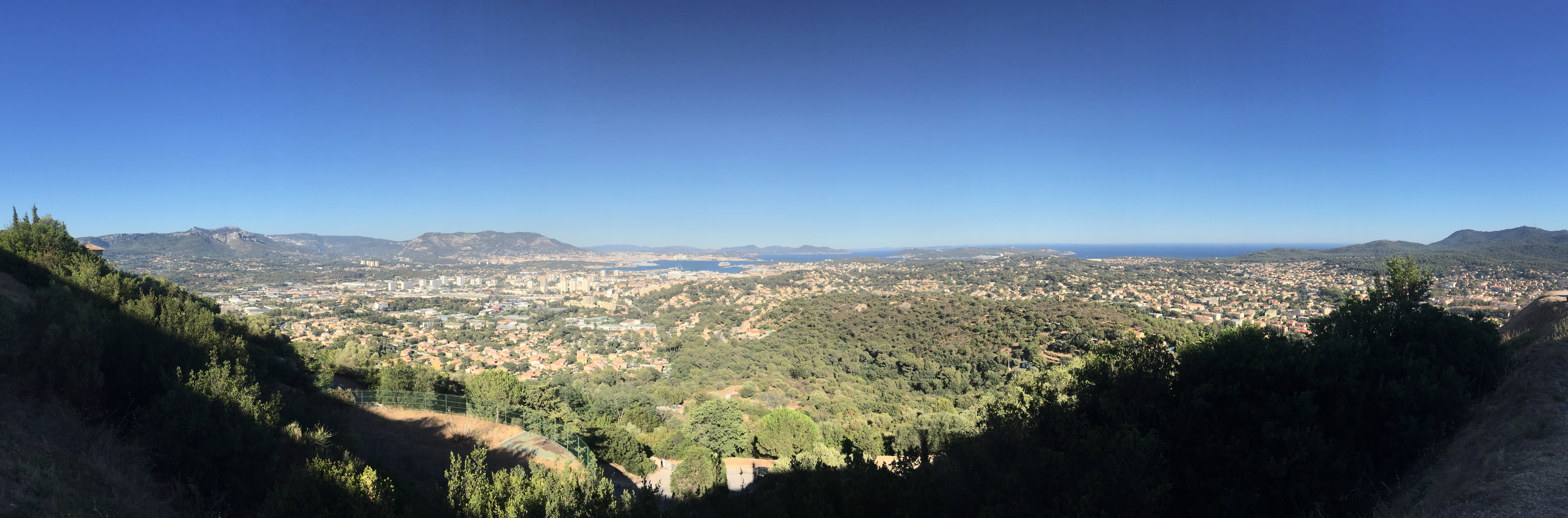
Panorama au fort de Six-Fours (vers l'est).

### Organisation intérieure

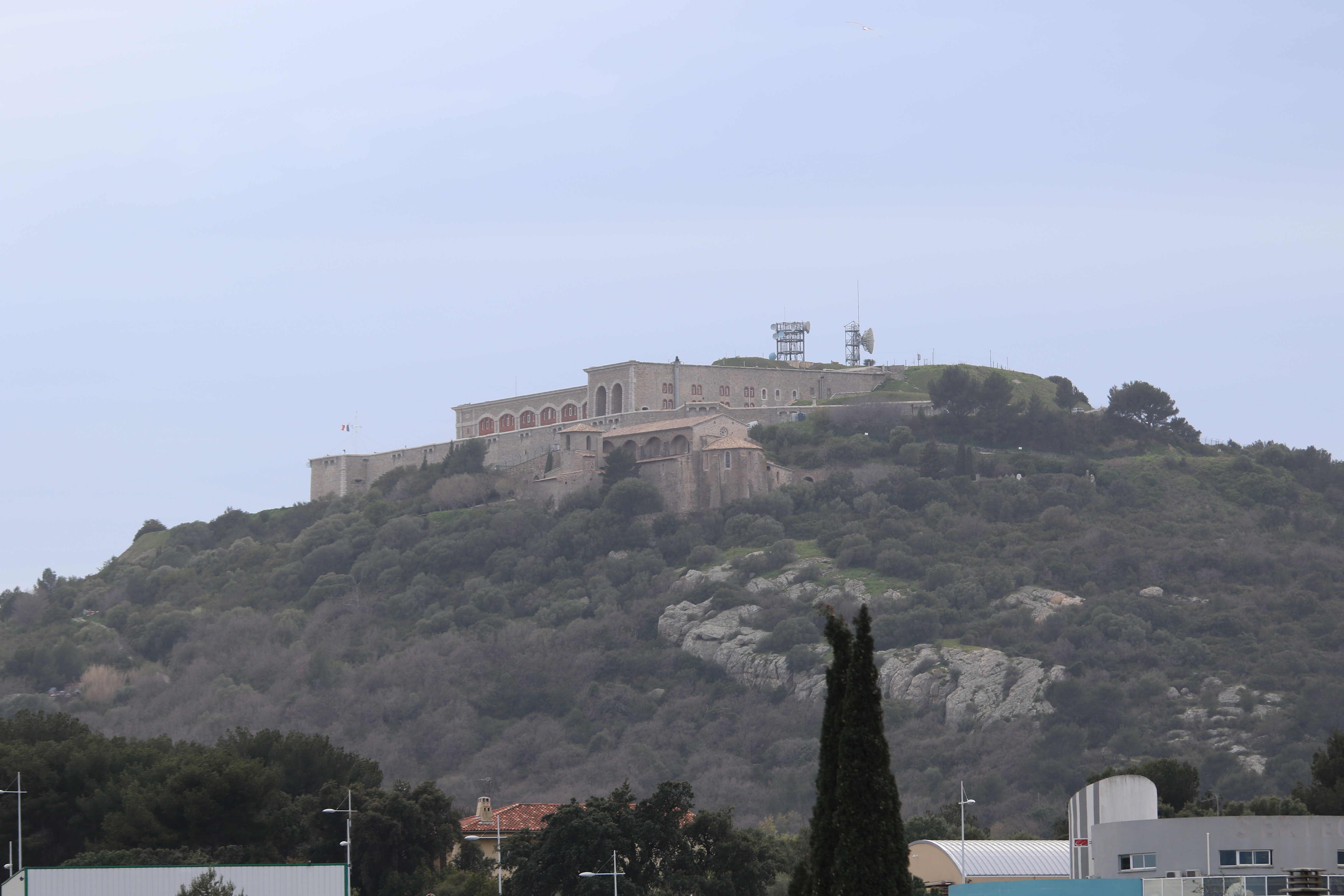
Vue générale du fort de Six-Fours.

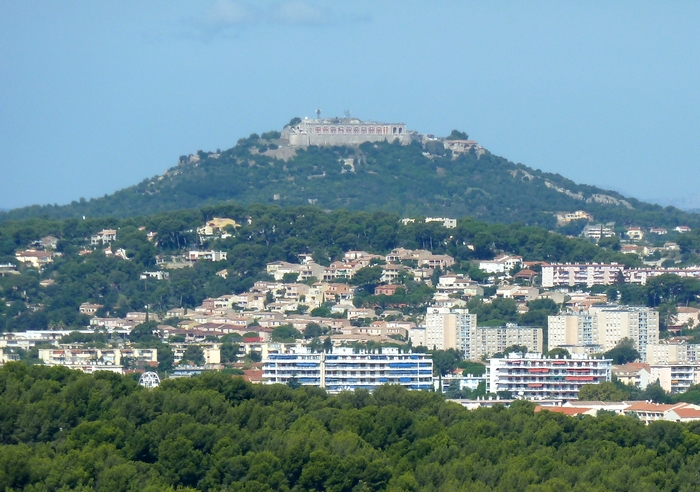
Le fort vu depuis la presqu'île de Saint-Mandrier.

Le porche d'entrée permet d'accéder à une première cour donnant sur l'arrière du flanc droit de la caserne. L'étroitesse de cette cour et la hauteur des quatre niveaux de la caserne lui donnent un aspect monumental. Sur la gauche de la cour le passage couvert comporte deux superbes clefs de voûte. Dans la cour principale il y a une borne-fontaine à l'appareillage soigné et un accès à un escalier-rampe plus décoratif qu’efficace. Les deux tiers du fort sont creusés dans le roc et les trois fronts sont garnis de casemates souterraines dont l'embrasure ne devait être percée qu'en cas de besoin. Seize de ces casemates auraient été alimentées par un magasin d'une contenance de cent tonnes creusé en plein centre du fort. À l'arrière de la caserne une large galerie mène à ce magasin en passant à la droite d'un puits de monte-charge d'une largeur de 6 m. Cette dimension exceptionnelle fut nécessaire à cause de l'absence de rampe pour monter les canons sur les dessus du fort. Les munitions et les pièces suivaient le même chemin vertical, tout comme les hommes. Une cage d'escalier jouxtait le puits de ce monte-charge. 

### Armement et particularités
En 1881, l'armement se composait de huit canons de 155 mm pour la défense terrestre et quatre de 24 c orientés vers la mer. Le couloir de circulation à l'arrière des magasins du rez-de-chaussée de la grande caserne est très étroit alors que ces mêmes couloirs sont plus larges aux étages supérieurs. À l'entrée de la galerie sous roc deux casemates servaient d'écuries ; une des deux est parfaitement restaurée et comporte une auge en bois. Dans le coin sud-est de la cour, deux petits fours à pain sont encore utilisés de temps à autre par les militaires pour cuire des pizzas.

## Utilisation actuelle
Le fort est un centre de transmissions de la Marine et sert de centre d’opérations de la Force aéronavale nucléaire.
On pourrait le comparer à un navire de guerre : il possède sa cloche et les informations émises par les haut-parleurs sont sans équivoque : « Le commandant monte à bord ! » ou « Le repas de l'équipage est servi ! » etc.